# Kretingalė
Kretingalė (pol. hist. Krotynga) – miasteczko na Litwie, w okręgu kłajpedzkim, w rejonie kłajpedzkim. W 2011 roku liczyło 936 mieszkańców.

## Historia
Do 1919 roku miejscowość należała do Prus. Położona była w pobliżu granicy prusko-rosyjskiej i sąsiadowała z położoną po stronie rosyjskiej Kretyngą. Nosiła wtedy nazwę Deutsch Crottingen, co tłumaczono na polski jako Niemiecka Kretynga. W latach 1920–1923 miejscowość należała do Kraju Kłajpedzkiego. W 1923 miejscowość przyłączona została do Litwy wraz z Krajem Kłajpedzkim. Utracona na rzecz III Rzeszy w 1939 roku. O 1945 roku w składzie Litewskiej SRR, a następnie Litwy.